# Джузеппе Занойя
Джузеппе Занойя (итал. Giuseppe Zanoja) — итальянский архитектор, который внёс значительный вклад в завершение строительства Миланского собора, одного из важнейших архитектурных памятников в готическом стиле в Италии. Вместе с архитектором Карло Амати он работал над завершением фасада собора, который был утверждён Наполеоном в 1805 году. Собор был окончательно завершён в 1813 году. Занойя, как и другие архитекторы того времени, продолжал следовать готическим традициям, которые сохраняли свою популярность в Италии, несмотря на господство новых архитектурных стилей, таких как классицизм.
Занойя сыграл ключевую роль в сохранении готической эстетики собора, которая подчёркивает его монументальность и величие.